# Emanuel Fabri
Emanuel Fabri (1952. december 16. –) válogatott máltai labdarúgó, csatár. Az év máltai labdarúgója (1981).

## Pályafutása

### Klubcsapatban
1967–68-ban a Luqa St. Andrew's, 1968 és 1974 között a Qormi, 1974 és 1990 között a Sliema Wanderers labdarúgója volt. Az 1986–87-es idényben kölcsönben a Qormi csapatában szerepelt ismét. A Sliema Wanderers együttesével két-két máltai bajnoki címet és kupagyőzelmet ért el. 1981-ben az év máltai labdarúgójának választották.

### A válogatottban
1973 és 1983 között 29 alkalommal szerepelt a máltai válogatottban és három gólt szerzett.

## Sikerei, díjai
- Az év máltai labdarúgója (1981)

 Sliema Wanderers
- Máltai bajnokság
  - bajnok (2): 1975–76, 1988–89
- Máltai kupa
  - győztes (2): 1979, 1990